# کتابخانه ملی آروبا
کتابخانه ملی آروبا (Papiamento: Biblioteca Nacional Aruba , BNA) کتابخانه اصلی آروبا است. این کتابخانه در اورنجستاد واقع شده است و بیش از ۱۰۰٫۰۰۰ جلد کتاب را در خود جای داده است.
BNA هم به عنوان کتابخانه ملی و هم به عنوان کتابخانه عمومی آروبا عمل می‌کند. در ۲۰ اوت ۱۹۴۹ به عنوان کتابخانه عمومی و اتاق مطالعه این جزیره تأسیس شد. پس از اینکه آروبا در سال ۱۹۸۶ جایگاه خود را جدا کرد، کتابخانه عمومی آروبا (Papiamento: Biblioteca Publico Aruba) رسماً به کتابخانه ملی آروبا تبدیل شد.
BNA یک شعبه کتابخانه عمومی در سن نیکولاس و یک ساختمان جداگانه به نام آروبیانا-کاریبیانا دارد که مجموعه‌های ملی و ویژه را در خود جای داده است که در اورنجستاد، نزدیک شعبه اصلی واقع شده است.

## برای مطالعهٔ بیشتر
- Wooldridge, B.; Taylor, L.; Sullivan, M. (2009). "Managing an Open Access, Multi-Institutional, International Digital Library: The Digital Library of the Caribbean". Resource Sharing & Information Networks. Taylor & Francis Group. 20 (1–2): 35–44. doi:10.1080/07377790903014534.